# 8e régiment d’infanterie

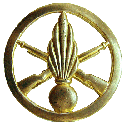
Infanterie Barettabzeichen

Das 8e régiment d’infanterie de ligne oder (8e R.I – 8. Infanterieregiment) war ein Regiment der französischen Armee, das unter wechselnden Namen aktiv war. Aufgestellt wurde es im Jahre 1776 in Calais aus Teilen des „Régiment de Champagne“. Die Auflösung erfolgte im Zuge der Reduzierung der französischen Streitkräfte im Jahre 1998.
Vor der Einführung der Nummerierung der Regimenter am 1. Januar 1791 führte es in der königlich französischen Armee zuletzt den Namen Régiment d’ Austrasie.

## Aufstellung und Namensänderungen in chronologischer Reihenfolge
- 25. März 1776: Aufgestellt unter dem Namen „Régiment de Ponthieu“ aus dem 2. und 4. Bataillon des „Régiment de Champagne“
- 31. Mai 1776: Umbenannt in „Régiment d’Austrasie“
- 1791: Umbenannt in  „8e régiment d’infanterie de ligne“

- 1793: Erste Heeresreform Das Regiment wurde als 1er bataillon (ci-devant  Austrasie) zur 15e demi-brigade de bataille und als 2e bataillon (ci-devant  Austrasie) zur 16e demi-brigade de bataille abgestellt. Damit endet der zunächst der Regimentsverband und auch die Traditionslinie

- 1803: Umbenennung der „8e demi-brigade d’infanterie de ligne“[1] in 8e régiment d'infanterie de ligne (de facto Weiterführung der Regimentstradition)

- 1814: während der Ersten Restauration, umbenannt in: „8e régiment d’infanterie de ligne-Condé“
- 1815: während der Hundert Tage umbenannt in: „8erégiment d’infanterie de ligne“
- 1815: Während der Zweiten  Restauration war das Regiment entlassen
- 1816: Wiederaufstellung als: „8elégion-Ariège-infanterie de ligne“
- 1820: Umbenennung in: „8erégiment d’infanterie de ligne“
- 1854: Umbenannt in: „8erégiment d’infanterie“
- 1914: Bei der Mobilisation stellte es den Stamm für swin Reserveregiment, das „208erégiment d’infanterie“
- 1942: Als Teil der Armee des Vichy-Regimes aufgelöst
- 1945: Wiedererrichtet als „8e régiment d’infanterie“.
- 1946: Umgegliedert in „8e bataillon d’infanterie“.
- 1955: Umgegliedert in „8e régiment d’infanterie motorisé“.
- 1968: Umbenannt in: „8e régiment d’infanterie“
- 1998: Auflösung

## Gliederung
Bei der Aufstellung verfügte das Regiment über:
- 1 Colonel[2]
- 1 Colonel en second als Vertreter des Kommandanten oder als de facto Kommandant[3]
- 1 Colonel-lieutenant- (Oberstleutnant) als Gehilfe des Kommandanten
- 1 Major[4] als Chef der Regimentsverwaltung
- 1 Quartier-maître trésorier (Quartiermeister/Zahlmeister)
- 2 Porte-drapeaux (Fahnenträger)
- 1 Adjutant (Hauptfeldwebel)
- 1 Chirurgien-major (Feldscher)[5]
- 1 Armurier (Waffenmeister)
- 1 Tambourmajor
- 1 Aumonier (Geistlicher)

Diese bildeten den Regimentsstab.
Die beiden Bataillone bestanden aus je einer Grenadierkompanie zu 108 Mann, einer Jägerkompanie und sieben Füsilierkompanien zu je 171 Mann.

### Rückgliederung in den Regimentsverband
Ab dem 18. Februar 1808 bestand das Regiment aus vier Feldbataillonen und einem Depotbataillon. Das Feldbataillon gliederte sich in vier Füsilierkompanien und einer Voltigeur- und einer Grenadierkompanie. Das Depotbataillon bestand lediglich aus vier Kompanien. Neben der Voltigeurkompanie bildete die Grenadierkompanie die Elite des Regiments. Hier waren besonders erfahrene und zuverlässige Soldaten zusammengezogen.

### Mestres de camp und Colonels
Mestre de camp war von 1569 bis 1661 und von 1730 bis 1780 die Rangbezeichnung für den Regimentsinhaber und/oder den tatsächlichen Kommandeur eines Infanterieregiments. Die Bezeichnung Colonel wurde von 1721 bis 1730, von 1791 bis 1793 und ab 1803 geführt. Sollte es sich bei dem Mestre de camp/Colonel um eine Person des Hochadels handeln, die an der Führung des Regiments kein Interesse hatte (wie z. B. der König oder die Königin) so wurde das Kommando dem „Mestre de camp lieutenant“ (oder „Mestre de camp en second“) respektive dem „Colonel-lieutenant“ oder „Colonel en second“ überlassen. Von 1793 bis 1803 verwendete man in der französischen Armee die Bezeichnung Chef de brigade. Ab 1791 gab es keine Regimentsinhaber mehr.
- vom 25. Juli 1791 bis 23. November 1791: Colonel Jean-Marc de Chalup
- vom 20. Dezember 1791 bis 2. Februar 1792: Colonel de Haack
- vom 5. Februar 1792 bis 16. Mai 1792:  Colonel Chalup de Fareyron de Boulon
- vom 16. Mai 1792 bis 27. Mai 1792: Colonel d’Albert
- vom 27. Mai 1792 bis 8. März 1793: Colonel Robon Antoine Marie Lecouturier–Darménoville

- vom 5. November 1803 bis 5. März 1811: Colonel Jean-Francois Étienne Autié[6]
- vom 21. Juni 1811 bis 2. Juli 1814: Colonel Joseph Braun
- vom 2. Juli 1814 bis 29. März 1815: Colonel Staglieno
- vom 29. März 1815 bis zur Auflösung: Colonel  Ruelle
- vom 16. August 1815 bis 17. November 1820: Colonel Rapatel
- 1. November 1914 bis 24. Mai 1915: Colonel Mangin
- 1915: Lieutenant-colonel Roubert
- ? - ?:  Général Gaston Constant Gustave Adolphe Duffour

Zwischen 1804 und 1815 gefallene und verwundete Offiziere des Regiments:
Gefallen: 18
An ihrer Verwundung gestorben: 14
Verwundet: 134

### Ehemalige Uniformen

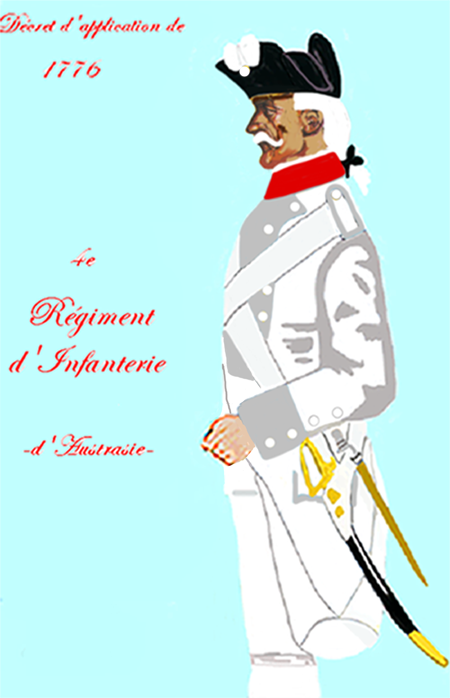
1776–1779
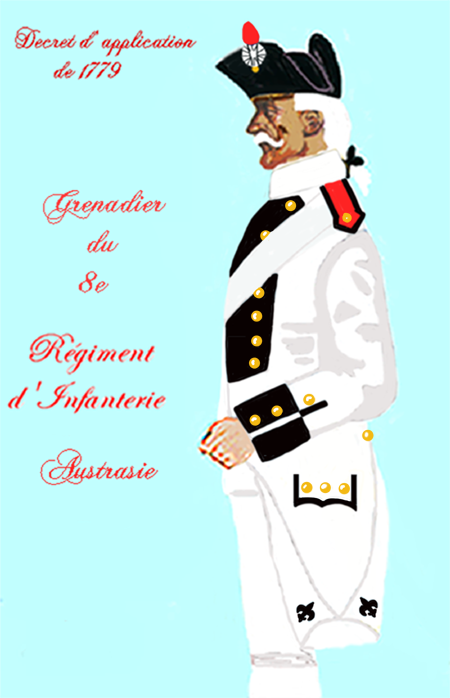
1779–1791
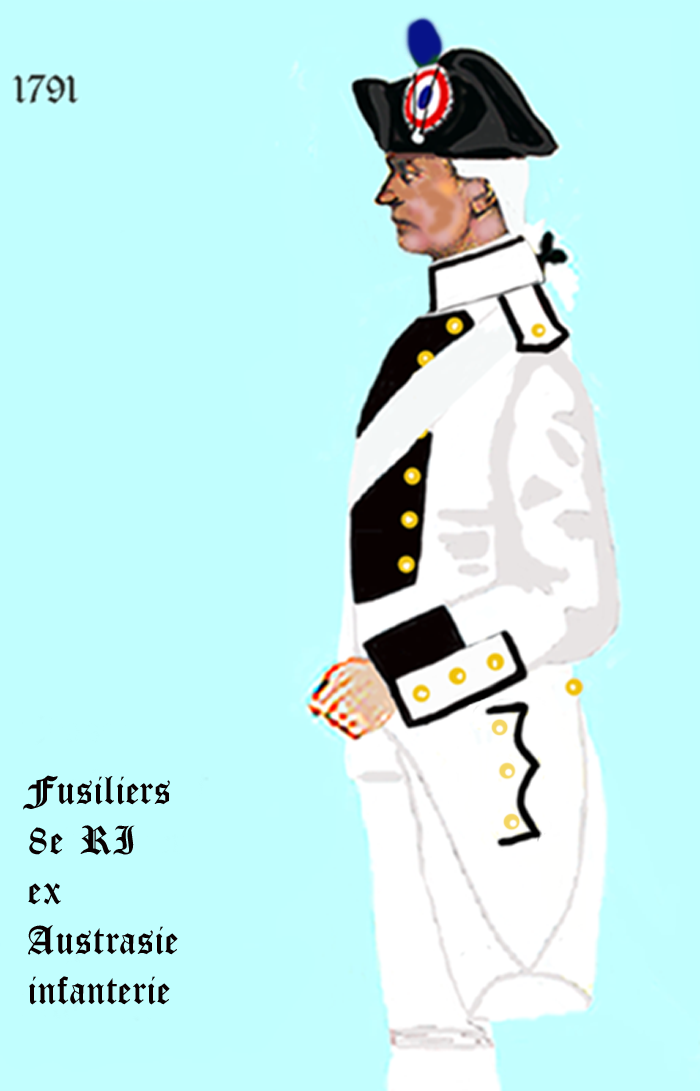
1791

## Einsatzgeschichte

### Ancien Régime
- von 1781 bis 1785: Feldzug in Indien

3. Juli 1782: Seeschlacht bei Négapatam (Teile des Regiments befanden sich während der Seeschlacht an Bord des Linienschiffes Le Souffren)
30. September 1782: Schlacht bei Trinquemalay (Ceylon).
13. Juni 1783: Schlacht bei Gondelour.

### Revolution und Erstes Kaiserreich
- 1792 und 1793:

Feldzug in Belgien
Schlacht bei Neerwinden,
Schlacht bei Nimwegen
Schlacht bei Tirlemont.
- 5. Dezember 1804:

Das Regiment erhielt auf dem Marsfeld von Paris seinen Adler
- 1805: Erneut zur Hannoverarmee abgestellt wurde das Regiment dem „1er corps d’armée“ (1. Armeekorps) unter dem „Maréchal d’Empire“ Jean de Bernadotte zugeteilt, und marschierte mit diesem nach Österreich. Es passierte München am 2. September, überschritt die Donau am 15. November und wandte sich dann nach Böhmen, wo es Iglau am 25. November erreichte.  Am 29. November erhielt es die Order zum Marsch nach Austerlitz, wo es am Abend des 1. Dezember eintraf. Während der Schlacht gehörte es zur Reserve, nahm aber dann an den Verfolgungskämpfen teil. Nach dem Frieden von Preßburg wurde es nach Iglau in Garnison gelegt.
- 1806: Das „le corps d’armée“ des Marschall Bernadotte verlegte nach Bayern und blieb dort bis September. Danach wurde es in das Königreich Sachsen in Marsch gesetzt. An der Schlacht bei Jena und Auerstedt war es nicht beteiligt, kämpfte jedoch in den Gefechten bei Halle  am 17. Oktober (das Regiment wurde hierbei im 11. Bulletin der „Grande Armée“ für seine Leistungen lobend erwähnt) und bei Kriwitz am 3. November. Teilnahme an der Schlacht bei Lübeck am 6. November unter dem Kommando von Géneral Michel-Marie Pacthod. Bei der Erstürmung des Mühltores erlitt die Einheit starke Verluste.
- 1807: Kämpfe gegen die Russen im Gefecht bei Mohrungen am 25. Januar und der Schlacht bei Ostrołęka am 16. Februar. Einnahme von Danzig und Schlacht bei Friedland.
- 1808: Nur ein Bataillon verblieb in Deutschland, der Rest des Regiments verlegte nach Spanien, wo es am 3. Dezember in Madrid eintraf.

10. und 11. November: Teilnahme an der „Schlacht von Espinosa“ (Espinosa de los Monteros in den Cantabrischen Bergen)
- 1809: das 4. Bataillon war dem Corps des Marschall Lannes zugewiesen und kämpfte in der Schlacht bei Aspern, und der Schlacht bei Wagram. Danach kehrte es zum Regiment zurück.

die anderen Bataillone kämpften im Corps von  Marschall Perrin in der „Schlacht bei Alcantara“ am 14. Mai, der Schlacht bei Talavera und bei Zamora am 1. Oktober.
- 1810: Kämpfe bei  Villaruibie am 28. März, bei Montecy am 14. April, bei Santa-Crux am 3. Mai. Kämpfe vor dem Fort Matagorda und auf der Insel San Luis am 27. Juli und bei Villalon am 7. Oktober. Beteiligung an der Belagerung von Cádiz von August bis Dezember.
- 1811: Am 5. März erlitt das Regiment empfindliche Verluste in der Schlacht bei Barrosa. So verlor es seinen Kommandeur, seinen Adler und 726 von 1468 Soldaten. Es nahm dann noch an der Schlacht bei Fuentes-d’Onoro am 5. Mai und der bei Albuere am 16. Mai teil. Im Juni und Juli folgten Kämpfe in der Gegend um Cadiz.
- 1812: Das 4. Bataillon war abgestellt zur „30e division d’infanterie“ (30. Infanteriedivision), die unter dem Kommando von Géneral Étienne Heudelet de Bierre in Ostpreußen operierte. Danach wurde es zur Garnison nach Danzig abgestellt und kam unter das Kommando von General Rapp.

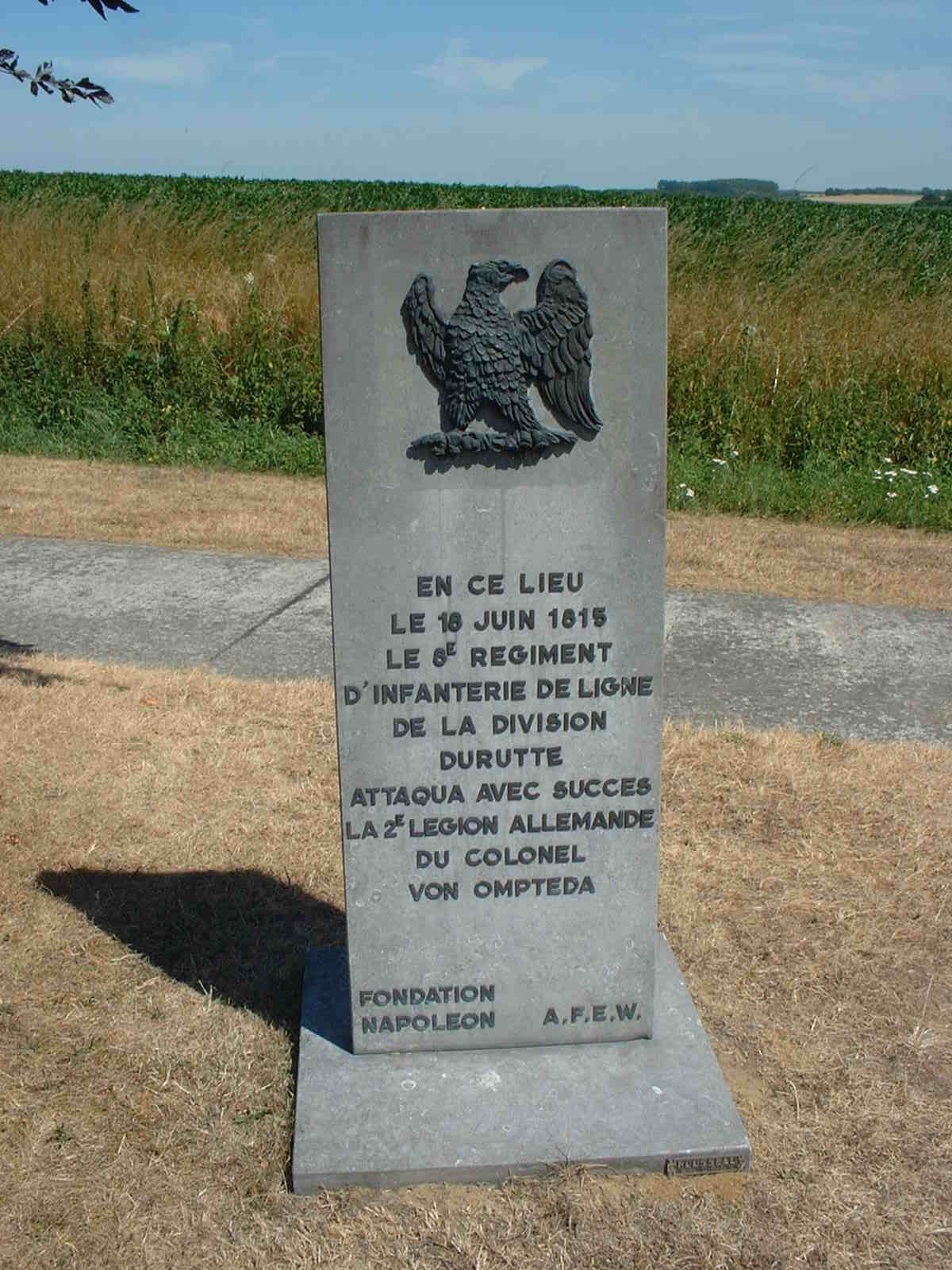
Stèle des 8e régiment d’infanterie de ligne auf dem Schlachtfeld von Waterloo

- 1813: Das 4. Bataillon stand während der Belagerung von Danzig durch die Russen und Preußen vom 21. Januar bis zum 29. Dezember in der Verteidigungslinie.

Das 1. und 2. Bataillon kämpften bei Segovia am 3. Februar, bei Lignenza und Vittoria am 21. Juni. Für den Rest des Jahres fanden weitere Kämpfe bei Pampelune, am Maya-Pass, bei Brienza und Vera in den Pyrenäen statt. Das 3. Bataillon befand sich in Deutschland und kämpfte in der Schlacht bei Großgörschen, in den Kämpfen bei Dohny und in der Schlacht um Dresden
- 1814: Der Großteil des Regiments war der  „7e division d’infanterie“ (7. Infanteriedivision) zugeteilt und kämpfte in der Schlacht bei Bar-sur-Aube am 27. Februar und der Schlacht bei Arcis-sur-Aube am 21. März. Der Rest war zur Verteidigung der Forts von Cuxhaven und Venlo abgestellt.
- 1815: Während der „Herrschaft der Hundert Tage“ war es Teil der „4e division d’infanterie“ (4. Infanteriedivision) im 1. Korps und kämpfte in der Schlacht bei Ligny und der Schlacht bei Waterloo

### Zweite Restauration 1825–1848
- 1823:Feldzug in Spanien
- 1828–1829: „Expédition de Morée“ (Feldzug nach dem Peloponnes aus Anlass des griechischen Unabhängigkeitskrieges.) Belagerung von Koroni

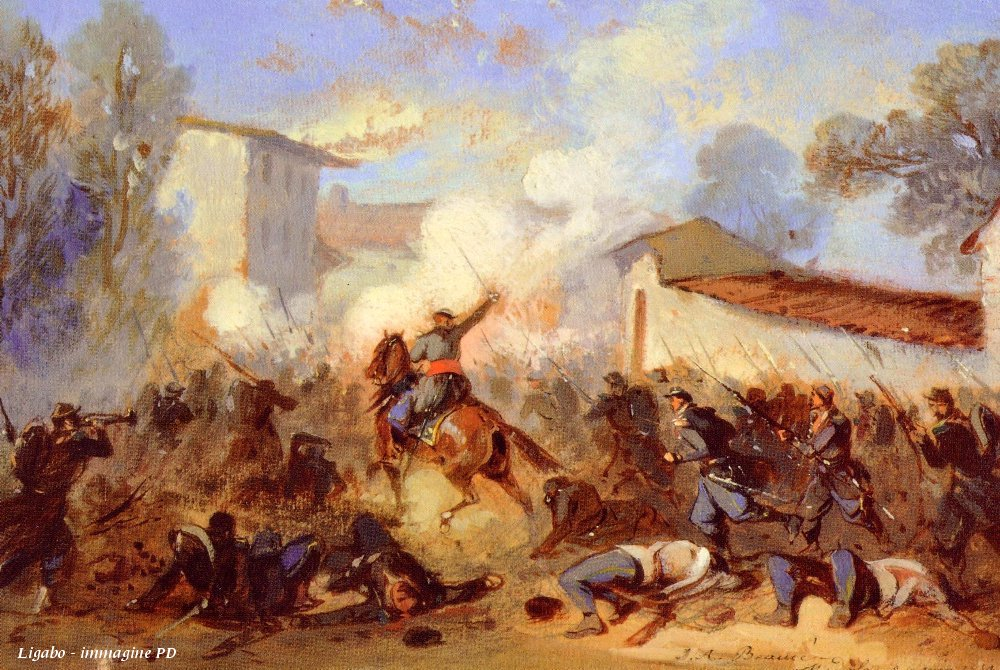
Solférino. Das 8. Regiment im Gefecht bei Medole

- 1832: Feldzug in Belgien

### Zweites Kaiserreich
- von 1848 bis 1853 stand das Regiment in Algerien

### Sardinischer Krieg
- 1859: Schlacht bei Solferino

### Deutsch-Französischer Krieg
- 1870: Schlacht bei Sedan dann als Marschregiment an der Belagerung von Paris (Pariser Kommune) beteiligt.

### Erster Weltkrieg

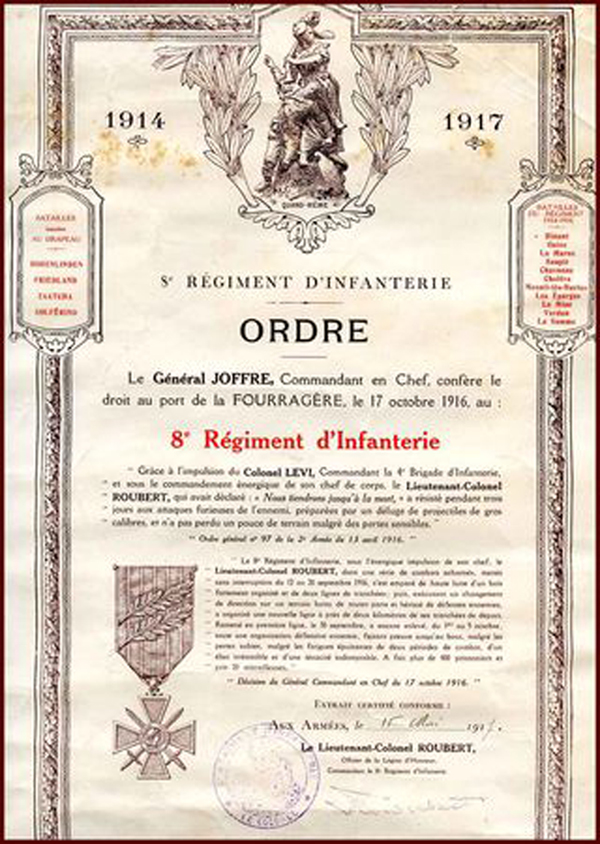
Verleihungsurkunde der Fourragère

Bei Kriegsbeginn lag das Regiment in Saint-Omer in Garnison. Es gehörte zur „4e Brigade“ der „2e Division d’infanterie“ (2. Infanteriedivision) im „Ier Corps d’Armée“ (1. Armeekorps).
- 1914

vom 21. August bis 23. August lag das Regiment in Charleroi und Dinant.
vom 28. August bis 29. August: Rückzug nach Guise.
- 1915

Stellungskämpfe in der Champagne (bei Mesnil les Hurlus vom 16. bis zum 23. Februar)
Stellungskämpfe an der Maas (bei Les Eparges vom 4. bis 10. April)
- 1916

Schlacht um Verdun: Kämpfe am Douaumont im Februar und Juli
- 1917

Angriffskämpfe am Chemin des Dames im Zuge der Aisne-Offensive
Angriffskämpfe in Flandern (Offensive des Flandres) von Juli bis Oktober
- 1918

Angriffskämpfe in der Zweiten Marneschlacht 15. bis 31. Juli
Bei Jahresende befand sich das Regiment in Saloniki
3492 Soldaten des Regiments waren gefallen oder gelten seither als vermisst.

### Zweiter Weltkrieg
Das Regiment verlegte am 10. Mai 1940 von Givet die Maas entlang nach Godinne in Belgien. Hier wehrte es einen deutschen Angriff ab und brachte den Angreifern, die die Brücke über die Maas erobern wollten, schwere Verluste bei. Nach zweitägigem Kampf zog sich das noch aus 1500 Mann bestehende Regiment zurück, da die Brücke durch den schweren Artilleriebeschuss von Annevoie-Rouillon her nicht mehr zu halten war. Die angreifenden Deutschen erkannten die Situation, setzten über die Brücke und stießen im Anschluss mehrere Kilometer weit nach Süden vor.
Das 8e RI, nur noch von einem Leutnant kommandiert, verharrte zunächst auf der Stelle, da man wusste, dass der Weg nach Süden bereits abgeschnitten war. Im Übrigen war man ohne Verbindung und ohne Versorgung. Als sich dann am 14. Mai 1940 ein Lastwagenkonvoi der belgischen Streitkräfte näherte, glaubte man, dass es sich um die erwartete Verstärkung handeln müsse. Diese Lastwagen wurden jedoch bereits von den Deutschen genutzt, die sie kurz zuvor konfisziert hatten. Das 8e RI wurde Opfer dieses Irrtums und zusammengeschossen. Der Rest geriet in Gefangenschaft.

### Nachkriegszeit
Nach der Wiederaufstellung 1945 lag das Regiment in den 1970er Jahren im „Quartier Berniquet“ in Noyon sowie in Landau in der Pfalz in Garnison.
Es wurde dann der Territorialverteidigung „CMD“ (Circonscription militaire de défense) in Lille zugewiesen und im Zuge der Heersverkleinerung durch die Abschaffung der Wehrpflicht 1998 aufgelöst.
Die Tradition wird heute durch das Régiment de marche du Tchad  (Tschad-Marschregiment) in Noyon fortgesetzt.

## Fahnen

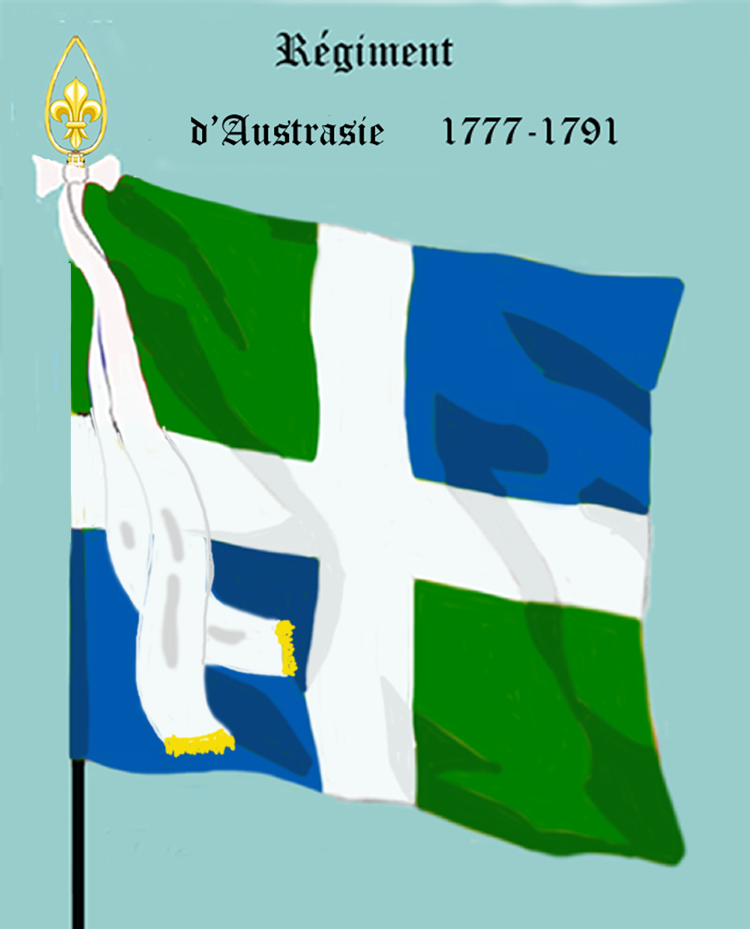
Fahne als Regiment Ponthieu und Austrasie
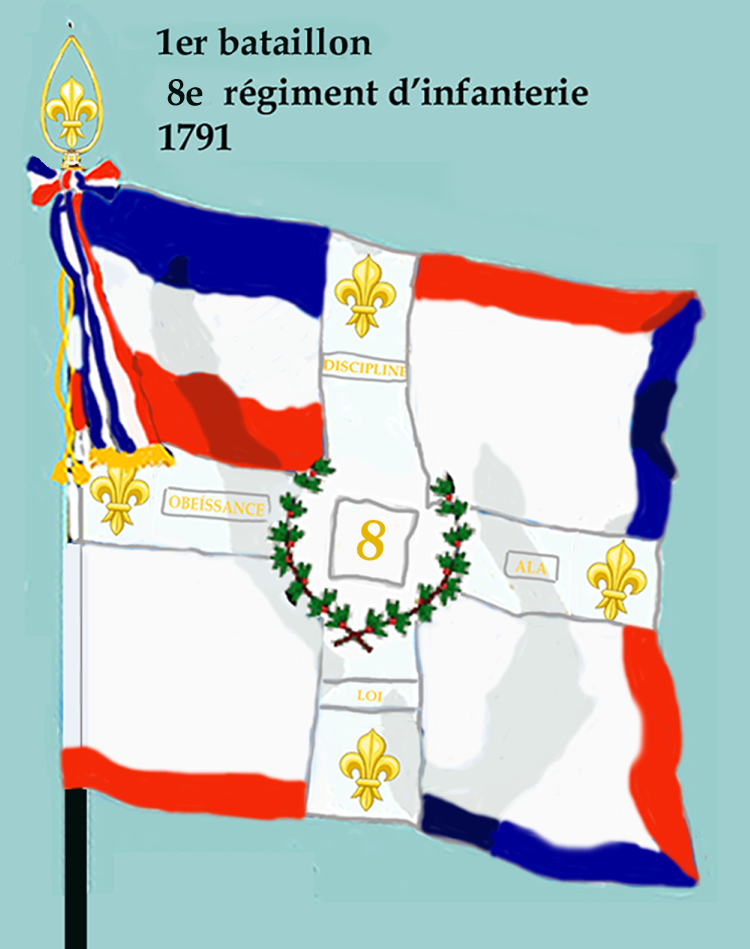
Fahne des 1. Bataillons 1791 (Mit den königlichen Lilien)
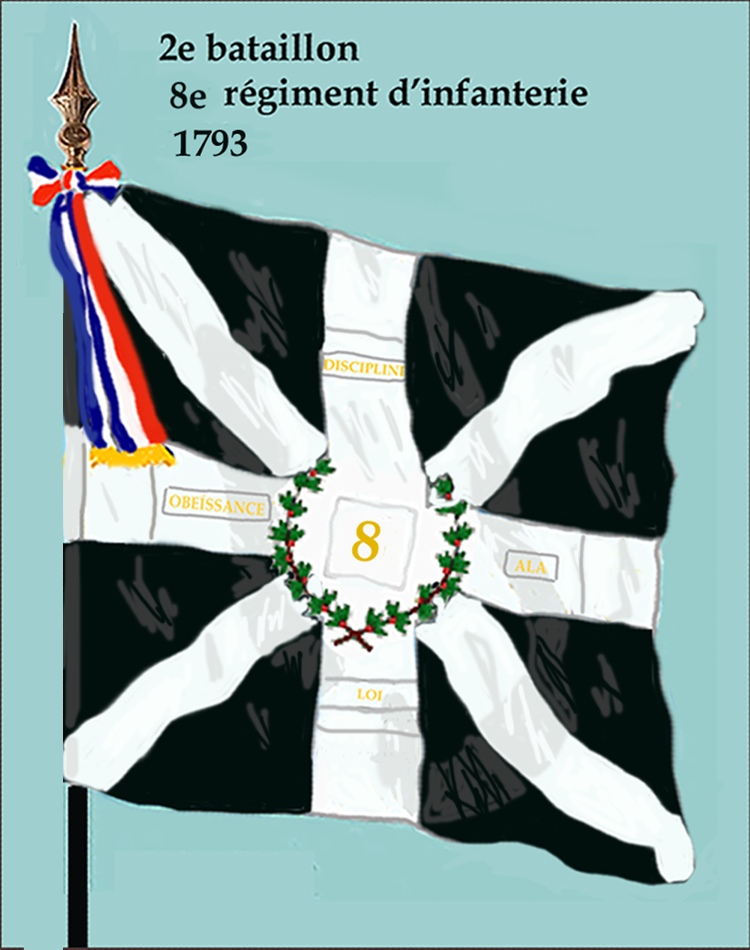
Fahne des 2. Bataillons 1793 (Ohne die königlichen Lilien)
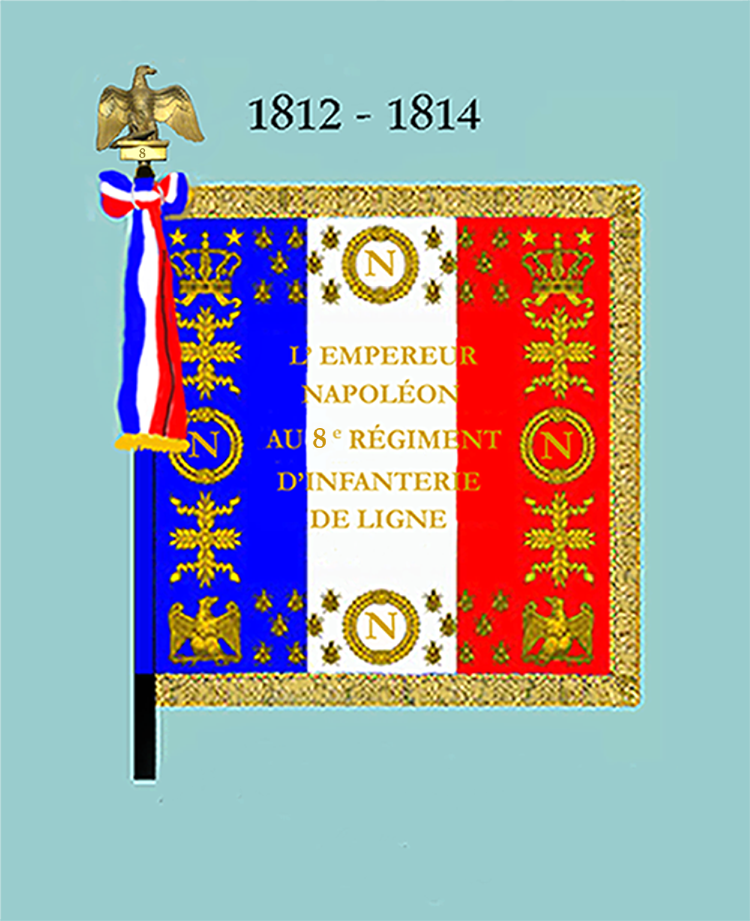
Fahne des Regiments in der Napoleonischen Ära
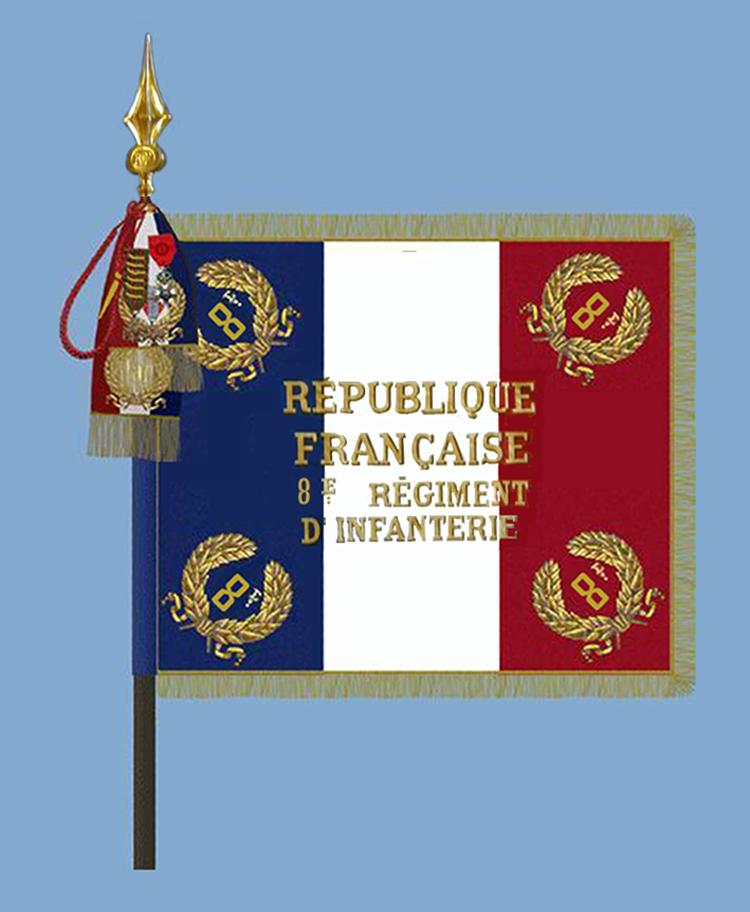
Zuletzt geführte Regimentsfahne (Vorderseite)
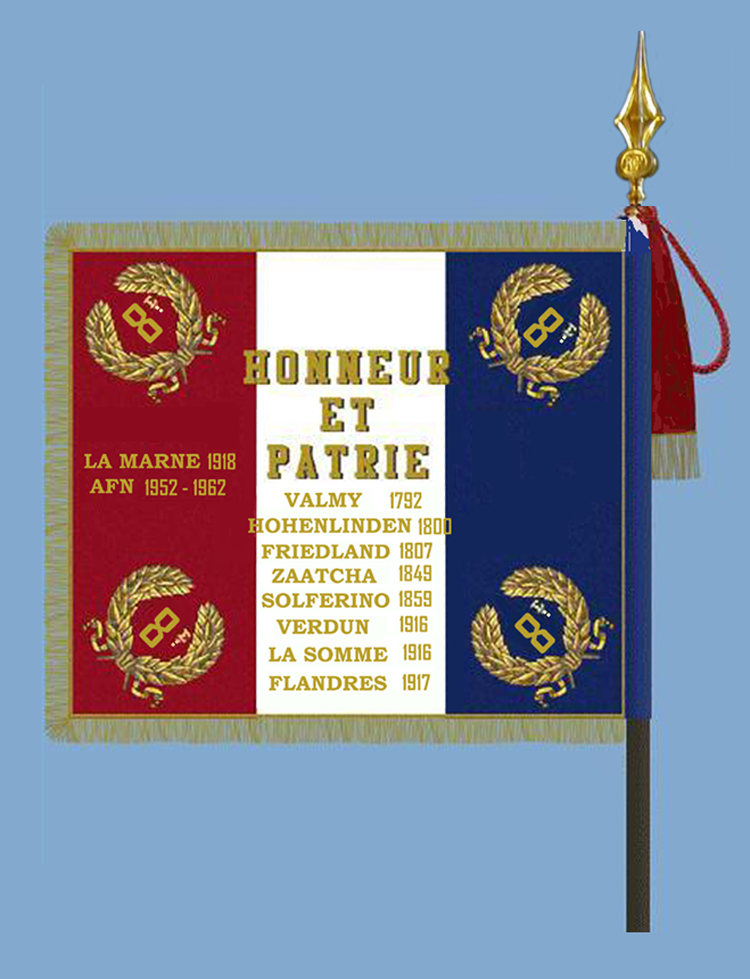
Zuletzt geführte Regimentsfahne (Rückseite)

Auf der Rückseite der Regimentsfahne sind (seit Napoleonischer Zeit) in goldenen Lettern die Feldzüge und Schlachten aufgeführt, an denen das Regiment ruhmvoll teilgenommen hat.

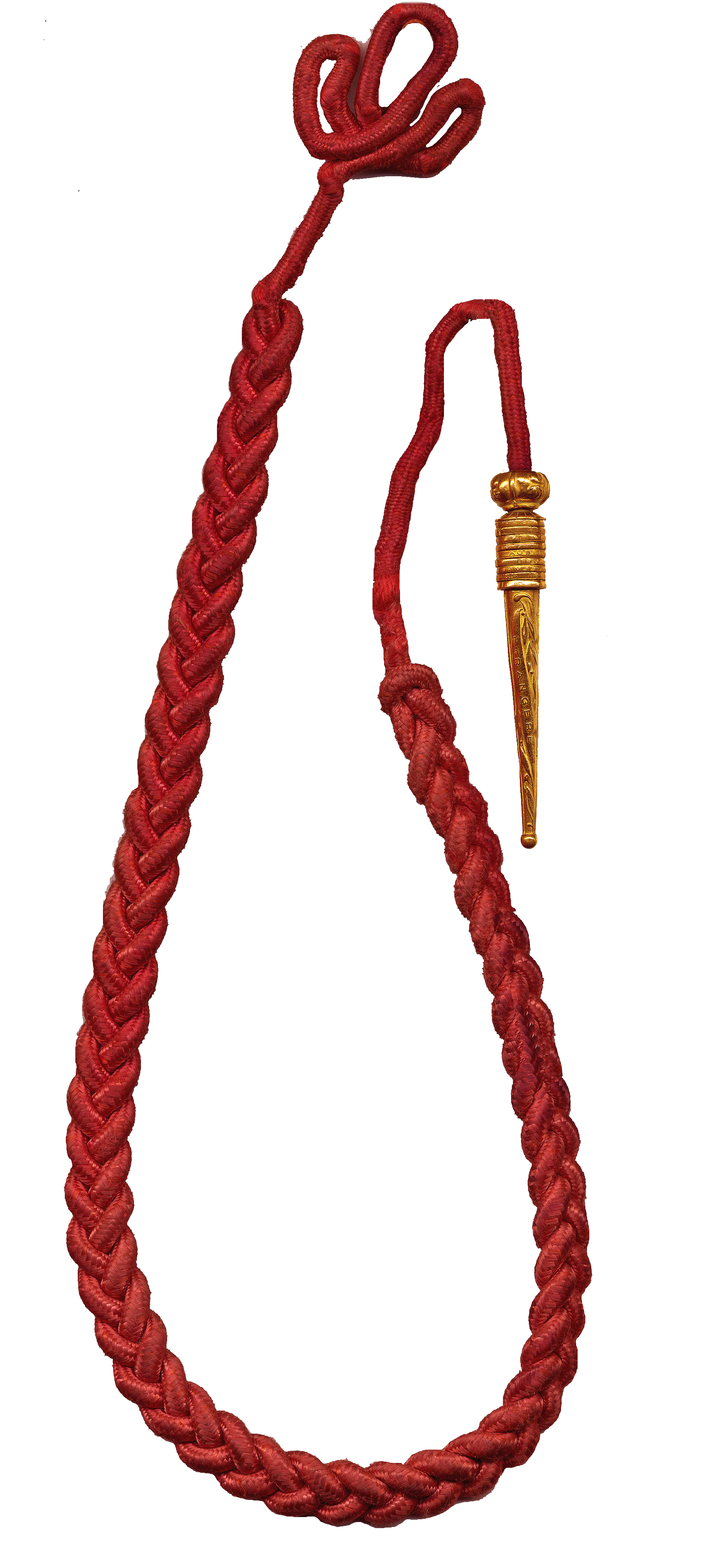
Fourragère in den Farben des Bandes der Légion d’honneur

## Auszeichnungen
Rückwirkend zum 17. Oktober 1916 wurde dem Regiment am 15. Mai 1917 das Recht, an der Fahne die Fourragère des Croix de guerre zu führen, gewährt.
Zuletzt war die Fahne mit der Fourragère in den Farben des Bandes der Ehrenlegion dekoriert. Das Regiment erhielt diese Auszeichnung am 20. September 1920.
Außerdem wurde der Verband mit der Goldmedaille der Stadt Mailand, dem Croix de guerre 1914–1918 mit sechs Palmenzweigen und einem goldenen Stern, sowie dem „Croix de guerre 1939–1945“ mit einem silbernen Palmenzweig ausgezeichnet.

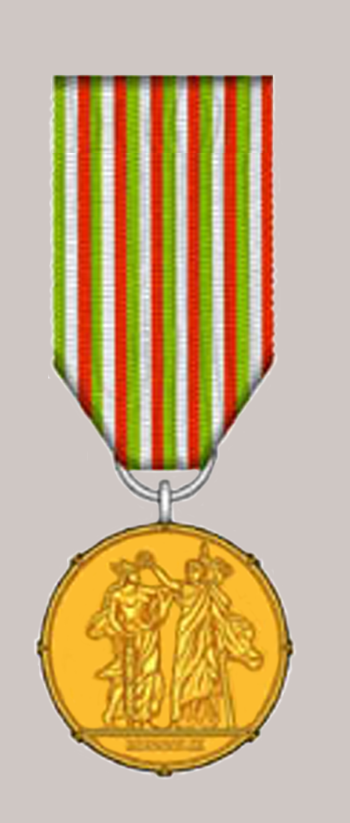
Goldmedaille der Stadt Mailand
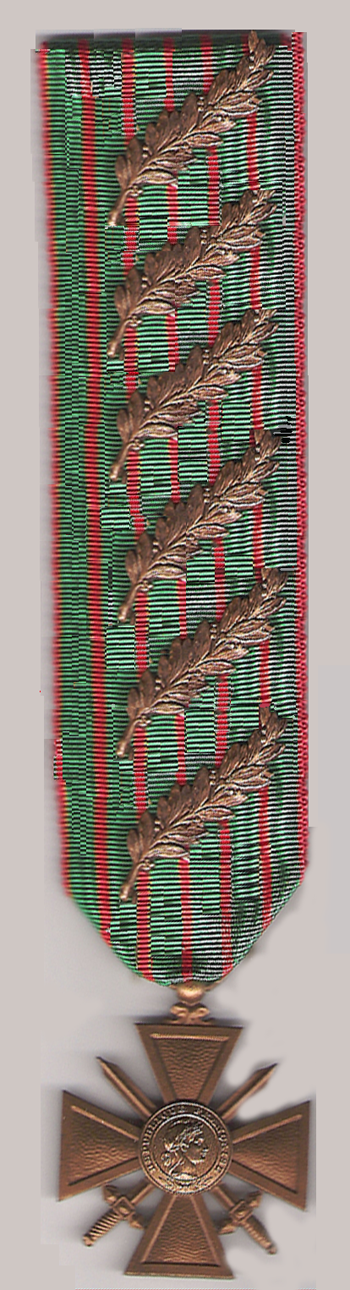
Croix de Guerre 14-18 mit sechs Palmenzweigen
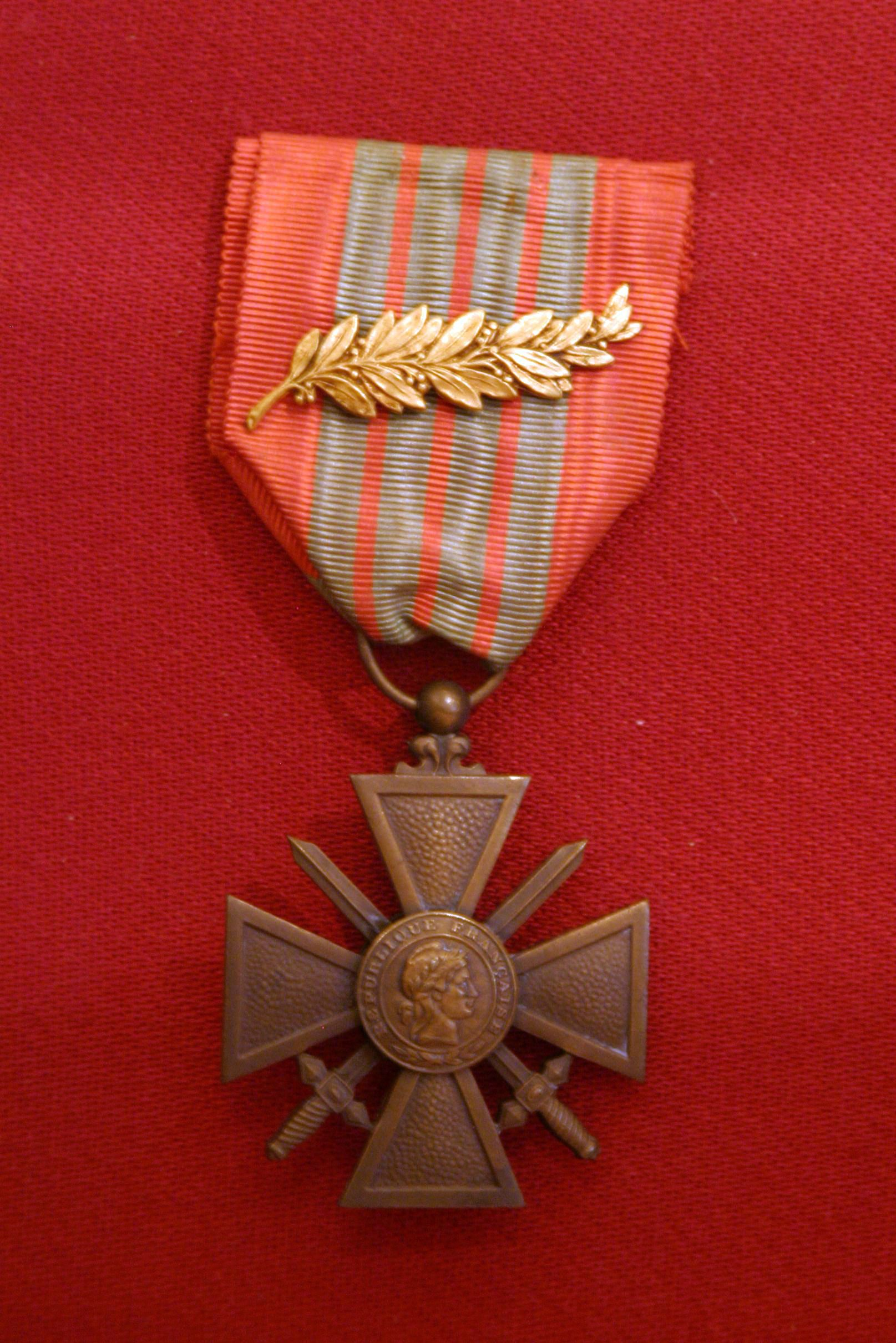
Croix de Guerre 39-45 mit einem Palmenzweig

Der französische Präsident Poincaré sagte 1920 über das Regiment:
„Magnifique régiment. Engagé dans toutes les grandes actions de la campagnes, ne recula jamais devant les attaques de l’ennemi ; jamais l’ennemi ne put résister au choc de ses assauts.“
(Ein hervorragendes Regiment. Beteiligt an allen größeren Aktionen der Feldzüge, zog es sich niemals vor einem feindlichen Angriff zurück, niemals konnte der Feind dem Stoß seines Angriffs widerstehen.)
Bei einer eventuellen Wiederaufstellung haben die Angehörigen des Regiments das Recht die Fourragère in den Farben der Ehrenlegion zu tragen.